# David Hilbert

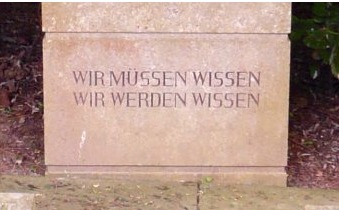
Inscripție pe piatra de mormânt a lui David Hilbert

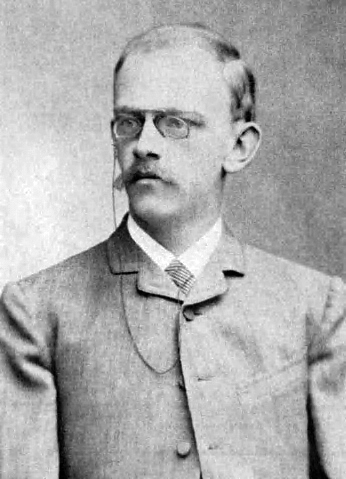
David Hilbert în 1886

David Hilbert (n. 23 ianuarie 1862, Königsberg, Regatul Prusiei – d. 14 februarie 1943, Göttingen, Germania Nazistă) a fost un matematician german, care a avut contribuții esențiale la matematica și fizica secolului al XX-lea. 

Pe mormântul său este gravată maxima sa: Wir müssen wissen. Wir werden wissen. (Trebuie să știm. Vom ști.)
În 1897 a introdus termenul de inel.

## Biografie
David Hilbert s-a născut ca fiul judecătorului Otto Hilbert și al soției sale Maria Theresia, născută Erdtmann. Tatălui său provenea dintr-o veche familie de avocați din Prusia de Est, iar mama sa provenea dintr-o familie de negustori din Königsberg.
Tatăl a fost descris ca un avocat destul de unilateral, care a criticat cariera fiului său, în timp ce mama avea o gamă largă de interese, inclusiv astronomie, filozofie și matematică aplicată. A avut o soră mai tânără, Elise Frenzel, care s-a căsătorit cu un judecător, dar care la vârsta de 28 de ani a decedat.
Hilbert a început școala la Collegium Fridericianum (ulterior numit Colegiul Friedrich) din orașul său natal, dar un an înainte de bacalaureat a schimbat la Wilhelms-Gymnasium, orientat  mai mult pe științele naturii și matematică.
În 1880, Hilbert, în vârstă de 18 ani, a început să studieze matematica la Universitatea Albertus din Königsberg. La acea vreme, Universitatea din Königsberg avea o tradiție strălucită în matematică și era considerată un centru de instruire de primă clasă în această materie. Aici a avut printre mulți alți profesori pe Carl Gustav Jacob Jacobi, Friedrich Wilhelm Bessel, Friedrich Julius Richelot și fizicianul Franz Ernst Neumann care au predat și cu care a lucrat.
Heinrich Weber, care venea din Heidelberg, de asemenea a fost unul dintre profesorii săi. Probabil prin medierea lui Weber, Hilbert și-a petrecut al doilea semestru la Heidelberg, după care s-a întors la Königsberg. Încă într-un stadiu incipient Weber a recunoscut și a încurajat talentul matematic al lui Hilbert.
La începutul anului 1882, Hermann Minkowski care era cu doi ani mai tânăr decât Hilbert și de asemenea originar din Königsberg, dar plecase să studieze la Berlin pentru trei semestre, însă după trei semestre s-a întors la universitatea din Königsberg. S-a creat o prietenie pe viață între Hilbert și talentatul Minkowski.

## Centrul matematic Göttingen
A contribuit la dezvoltarea școlii matematice a Universității din Göttingen.

## Fundamentele geometriei
Hilbert a reformulat sistemul axiomatic al lui Euclid în cartea sa din 1899 Fundamentele geometriei.

## Atribuiri lui David Hilbert
Următoarele obiecte, termeni matematici sau teoreme sunt denumite după David Hilbert:
- Spațiu Hilbert, Bază ortonormată, Spațiu prehilbertian
- Curba lui Hilbert
- Matricea lui Hilbert
- Hotelul lui Hilbert (Paradoxul lui Hilbert al hotelului infinit)
- Sistemul de axiome al lui Hilbert al geometriei euclidiene
- Teorema de bază a lui Hilbert
- Teorema zero a lui Hilbert
- Teorema 90 a lui Hilbert
- Operatorul Hilbert–Schmidt
- Cubul Hilbert
- Teorema de ireductibilitate a lui Hilbert
- Simbolul Hilbert

## Ecranizări
- 1996 Hotel Hilbert – film scurt britanic, dramă în regia lui Caroline Ross-Pirie
- 2008 Julia Robinson and Hilbert's Tenth Problem – film documentar despre Julia Robinson, regia George Paul Csicsery[31]
- 2018 Hilbert's Grand Hotel – film scurt britanic, comedie în regia lui Djenaba Davis-Eyo[32].